# Педро, Джеймс
Джеймс (Джимми) Педро (англ. James A. «Jimmy» Pedro; род. 30 октября 1970, Данверс, Массачусетс) — американский дзюдоист, чемпион и призёр чемпионатов США, Панамериканских чемпионатов, Панамериканских игр и мира, бронзовый призёр двух Олимпиад, участник четырёх Олимпиад.

## Карьера
Выступал в суперлёгкой, полулёгкой и лёгкой весовых категориях (до 60, 65 и 73 кг). В 1989—2003 годах шесть раз становился чемпионом США и по одному разу серебряным и бронзовым призёром чемпионатов. Чемпион (1992, 1997, 1998 и 2004 годы), серебряный (1988) и бронзовый (1990) призёр Панамериканских чемпионатов. Дважды становился чемпионом и один раз бронзовым призёром Панамериканских игр. Чемпион и дважды бронзовый призёр чемпионатов мира.
На летних Олимпийских играх 1992 года в Барселоне занял 20-е место. На Олимпиаде 1996 года в Атланте стал бронзовым призёром. На следующей Олимпиаде в Сиднее Педро занял пятое место. В 2004 году в Афинах он снова стал бронзовым призёром Олимпиады.